# Sarita Mor
Sarita Mor (16 aprile 1995) è una lottatrice indiana, specializzata nella lotta libera.

## Palmarès
- Mondiali

Oslo 2021: bronzo nei 59 kg.
- Campionati asiatici

New Delhi 2017: argento nei 58 kg.
New Delhi 2020: oro nei 59 kg.
Almaty 2021: oro nei 59 kg.
Ulaanbaatar 2022: bronzo nei 59 kg.